# Agustín Jara
Agustín Jara (1 de junio de 1992, Corral de Bustos, Argentina) es un futbolista argentino. Juega como defensor en FC Universitario de la Primera División de Bolivia.

## Trayectoria
Después de haberse formado en las inferiores del Club Atlético Colón, Jara se probó en el FC Dallas de la Major League Soccer durante la pretemporada, y firmó su primer contrato el 16 de mayo de 2016. Debutó el 21 de mayo, en la victoria por 4-2 de su equipo contra el New England Revolution, ingresando en el minuto 88. Aunque posteriormente el club lo soltó.